# Classe Uwajima
La classe Uwajima è una classe di dragamine costieri, impiegabili anche come cacciamine, composta da nove unità entrate in servizio tra il 1990 e il 1996 per la Kaijō Jieitai. Sono restate in servizio con la marina giapponese dal 1990 al 2020. Tutte le navi sono state poi radiate tra il 2010 e il 2020.

## Caratteristiche
Gli Uwajima erano una versione migliorata dei precedenti dragamine/cacciamine della classe Hatsushima, con uno scafo più lungo e apparati di bordo più moderni. Lo scafo, realizzato in legno, è lungo 58 metri, largo 9,4 metri e con un pescaggio massimo di 2,9 metri. Il dislocamento standard è di 490 tonnellate che salgono a 590 tonnellate con l'unità a pieno carico. La propulsione è garantita da due motori diesel per una potenza complessiva di 1.440 hp.
Per la ricerca delle mine era inizialmente disponibile un apparato sonar ZSQ-2B (una versione costruita su licenza del britannico Type 183), poi sostituito dal più moderno apparato ZSQ-3. Inoltre sono stati imbarcati due sottomarini a comando remoto (ROV) di produzione giapponese, dapprima gli S-4 già presenti su alcune unità classe Hatsushima, poi rimpiazzati dai più moderni S-7. L'armamento consiste unicamente in un cannone JM61-M Vulcan da 20 mm a sei canne rotanti, impiegabile sia per l'autodifesa che per la distruzione di mine ad ancoraggio.